# Carlo Antonio Lodovico Bellardi
Carlo Antonio Lodovico Bellardi (1741 - 1826) fue un médico, botánico, micólogo, briólogo, algólogo y pteridólogo italiano. Fue alumno de Carlo Allioni (1728-1804) y profesor de Botánica en la Universidad de Turín.

## Algunas publicaciones

### Libros
- carlo Antonio lodovico Bellardi, carlo Allioni. 1792. Appendix Ludovici Bellardi ad Floram Pedemontanam. 78 pp.
- 1792. Appendix ad Floram Pedemontanam. 80 pp.
- 1808. Stirpes novæ, vel minus notæ Pedemontii descriptæ et iconibus illustratæ. 452 pp.

## Honores

### Epónimos
Géneros
- (Asteraceae) Bellardia Colla[1]
- (Rubiaceae) Bellardia Schreb.[2]
- (Scrophulariaceae) Bellardia All.[3]
- (Poaceae) Bellardiochloa Chiov.[4][5]

Especies
- (Asteraceae) Jacea bellardii (Colla) Soják[6]

- (Brassicaceae) Draba bellardii S.F.Blake[7]

- (Plantaginaceae) Plantago bellardii All.[8]

- (Poaceae) Andropogon bellardii Bubani[9]

- (Poaceae) Phleum bellardii Willd.[10]

- (Polygonaceae) Polygonum bellardii (All.) Blanco[11]

- La abreviatura «Bellardi» se emplea para indicar a Carlo Antonio Lodovico Bellardi como autoridad en la descripción y clasificación científica de los vegetales.[12]